# 三重県道640号長明寺井田川停車場線
三重県道640号長明寺井田川停車場線（みえけんどう640ごう ちょうみょうじいだがわていしゃじょうせん）は、三重県亀山市から鈴鹿市を経由して、亀山市に至る、かつて存在した一般県道である。

## 概要
亀山市田村町から鈴鹿市を経由して、亀山市井田川町に至る。
2012年（平成24年）に廃止された。生活道路として利用されていた。

### 路線データ
- 起点：亀山市田村町（字若宮1120番[2]：鳶ヶ尾交差点、三重県道639号名越長明寺線交点）
- 終点：亀山市井田川町（字樋掛田374番地先[2]：JR東海関西本線 井田川駅前）
- 総延長：1,677 m

## 歴史
- 1959年（昭和34年）1月25日 - 路線認定[3]。
- 1964年（昭和39年）3月31日 - 車両制限令[4]第5条第1項に基づき、「自動車の交通量がきわめて少ないと認める道路」に三重県道640号の全線（1,677 m）が指定された[5]。
- 2012年（平成24年）4月1日 - 路線廃止[1]。

## 地理

### 通過していた自治体
- 三重県
  - 亀山市 - 鈴鹿市 - 亀山市

### 交差していた道路
| 交差していた道路          | 市町村名 | 交差していた場所 | 交差していた場所    |
| ------------------------- | -------- | ---------------- | ------------------- |
| 三重県道639号名越長明寺線 | 亀山市   | 田村町           | 鳶ヶ尾交差点 / 起点 |
| 国道1号 / 旧東海道        | 鈴鹿市   | 小田町           | 小田町交差点        |
| 三重県道641号平野亀山線   | 亀山市   | 井田川町         |                     |

### 沿線
- 井田川団地
- JR東海関西本線 井田川駅